# Deep Decarbonization Pathways Project

Le Deep Decarbonization Pathways Project (DDPP) est un projet mondial de réduction des émissions de gaz à effet de serre, dont l'objectif est de limiter le réchauffement climatique.
Le DDPP est une collaboration d'équipes de recherche sur l'énergie de 15 pays qui étudient les moyens pratiques pour réduire radicalement les émissions de gaz à effet de serre dans leurs pays respectifs, sans nuire à leur développement. L'objectif est de ramener les émissions mondiales de CO2 à 15 Gt/an, soit 1,7 t/an par personne, afin de limiter le réchauffement à 2 °C ou moins.
Le DDPP s'appuie sur trois piliers :
- une amélioration conséquente de l’efficacité énergétique dans tous les secteurs (bâtiments, transports et industrie) ;
- une décarbonisation de l’électricité par l’utilisation d’énergies renouvelables, et, selon les pays, d’énergie nucléaire et/ou de capture et séquestration du CO2 (CCS) ;
- un remplacement des combustibles fossiles utilisés dans les transports, le chauffage et l’industrie par l'électricité[2].

Le réseau du DDPP a été développé par un consortium conduit par l'Institut du développement durable et des relations internationales (IDDRI) et le Sustainable Development Solutions Network (SDSN). Il comprend en 2015 des équipes de recherche scientifique émanant d'institutions de recherche des 16 pays les plus forts émetteurs de gaz à effet de serre (Afrique du Sud, Allemagne, Australie, Brésil, Canada, Chine, Corée du Sud, États-Unis, France, Inde, Indonésie, Italie, Japon, Mexique, Royaume-Uni, Russie).
Ce projet a été lancé par l'économiste américain Jeffrey Sachs.

## Équipe dirigeante
L'équipe dirigeante est constituée de personnalités de l'IDDRI et du SDSN :
- Teresa Ribera (IDDRI), directrice ;
- Jeffrey Sachs (SDSN), directeur ;
- Michel Colombier (IDDRI), directeur scientifique ;
- Guido Schmidt-Traub (SDSN), directeur exécutif ;
- Jim Williams (SDSN), directeur DDPP ;
- Henri Waisman (IDDRI), directeur DDPP ;
- Laura Segafredo (SDSN), manager DDPP ;
- Roberta Pierfederici (IDDRI), chargée de recherche ;
- Léna Spinazzé (IDDRI), directeur développement et communications.

## Partenaires de recherche
Les partenaires de recherche sont :
- l'Agence internationale de l'énergie (International Energy Agency, IEA) ;
- l'International Institute for Applied Systems (IIASA) ;
- le World Business Council for Sustainable Development (WBCSD) ;
- le Deutsches Institut für Entwicklungspolitik (DIE).